# Густаво Десотті
Густаво Десотті (ісп. Gustavo Dezotti, нар. 14 лютого 1964, Монте-Буей) — аргентинський футболіст, що грав на позиції нападника. Виступав, зокрема, за клуб «Ньюеллс Олд Бойз», у склажі якого ставав чемпіоном Аргентини, а також національну збірну Аргентини.

## Клубна кар'єра
У дорослому футболі дебютував 1982 року виступами за команду клубу «Ньюеллс Олд Бойз», в якій провів шість сезонів, взявши участь у 195 матчах чемпіонату.  Більшість часу, проведеного у складі «Ньюеллс Олд Бойз», був основним гравцем атакувальної ланки команди, допоміг їй 1988 року здобути титул чемпіона Аргентини.
1988 року перебрався до Італії, де спочатку приєднався до «Лаціо», а за рік перейшов до «Кремонезе», в якому відіграв п'ять сезонів.
З 1994 року грав у Мексиці, де провів по одному сезону за «Леон» та «Атлас».
Завершив професійну ігрову кар'єру в угругвайському «Дефенсор Спортінг», за який виступав 1998 року.

## Виступи за збірну
1989 року дебютував в офіційних матчах у складі національної збірної Аргентини. А вже наступного року був включений до заявки аргентинців на фінальну частину тогорічного чемпіонату світу. На мундіалі, що проходив в Італії, дебютував лише у третій, заключній, грі групового етапу проти збірної Румунії, вийшовши на заміну на 60-й хвилині. Наступного разу вийшов на поле наприкінці чвертьфінального двобою збірної Югославії. Тож поява Десотті у стартовому складі на фінальну гру турніру проти збірної ФРН була пов'язана насамперед з кадровими проблемами збірної Аргентини, яка не могла розраховувати у фіналі відразу на чотирьох гравців, які пропускали матч через дискваліфікацію.
У фінальній грі ЧС-1990, в якій аргентинці зробили ставку на захист власних воріт, нападник Десотті відзначився насамперед вилученням на 87-й хвилині, фактично позбавивши свою команду, яка на той момент вже грала у меншості та програвала 0:1, шансів на зрівняння рахунку. Десотті, який отримав першу свою жовту картку у грі вже на 5-й хвилині, бурхливо відреагував на поведінку німецького гравця Юргена Колера, який на думку аргентинця затягував час, не повертаючи м'яч, — реакцією став борцівський прийом від аргентинця та друга жовта картка для нього від арбітра. Матч так і завершився поразкою аргентинців, що мали задовільнитися «сріблом» світової першості, та став для Десотті останнім, проведеним у футболці збірної. Загалом в активі футболіста було лише 7 ігор за збірну.

## Титули і досягнення
- Чемпіон Аргентини (1):

«Ньюеллс Олд Бойз»:  1987–88
- Бронзовий призер Панамериканських ігор: 1987
- Віце-чемпіон світу: 1990